# Swatte Flag
Die Swatte Flag ist ein Naturschutzgebiet in den niedersächsischen Gemeinden Breddorf und Hepstedt in der Samtgemeinde Tarmstedt im Landkreis Rotenburg (Wümme).

## Allgemeines
Das Naturschutzgebiet mit dem Kennzeichen NSG LÜ 054 ist 16,4 Hektar groß. Das Gebiet steht seit dem 2. Mai 1965 unter Naturschutz. Zuständige untere Naturschutzbehörde ist der Landkreis Rotenburg (Wümme).

## Beschreibung
Das Naturschutzgebiet liegt westlich von Breddorf und im Süden des Breddorfer Moores. Durch das Naturschutzgebiet werden zwei Heideschlatts und die sie umgebende Fläche geschützt. In feuchten Bereichen siedeln unter anderem Wollgräser. Auch Torfmoose kommen vor. Die die Schlatts umgebenden Flächen werden von Heide und Magerrasen eingenommen. Die Flächen werden zur Pflege einmal im Jahr mit Schafen und Ziegen beweidet. Die das Naturschutzgebiet umgebende ehemalige Moorfläche ist kultiviert und wird überwiegend ackerbaulich genutzt.